# Isolona congolana
Isolona congolana (De Wild. & T.Durand) Engl. & Diels – gatunek rośliny z rodziny flaszowcowatych (Annonaceae Juss.). Występuje naturalnie w Kamerunie, Republice Środkowoafrykańskiej, Demokratycznej Republice Konga, Ugandzie oraz Tanzanii. 

## Morfologia
PokrójZimozielone drzewo dorastające do 10–30 m wysokości. Kora ma szarą barwę. Młode pędy są owłosione.
LiścieMają kształt od podłużnie lancetowatego do podłużnego lub eliptycznego. Mierzą 5–30 cm długości oraz 1,5–7 cm szerokości. Są prawie skórzaste. Nasada liścia jest klinowa. Blaszka liściowa jest o spiczastym wierzchołku. Ogonek liściowy jest mniej lub bardziej owłosiony i dorasta do 2–8 mm długości.
KwiatySą pojedyncze lub zebrane w pary, rozwijają się w kątach pędów. Działki kielicha mają owalnie trójkątny kształt i dorastają do 3–4 mm długości. Płatki mają lancetowato równowąski kształt i żółtą, pomarańczową lub brązowoczerwonawą barwę, osiągają do 10–25 mm długości, są zrośnięte u podstawy.
OwoceOwocostany o jajowatym lub jajowato elipsoidalnym kształcie. Osiągają 6,5–9 cm długości i 3,5–4,5 cm szerokości.

## Biologia i ekologia
Rośnie w lasach, na brzegach rzek.